# 16e Primetime Emmy Awards
De 16e Primetime Emmy Awards, waarbij prijzen werden uitgereikt in verschillende categorieën voor de beste Amerikaanse televisieprogramma's die in primetime werden uitgezonden tijdens het televisieseizoen 1963-1964, vond plaats op 25 mei 1964.

## Winnaars en nominaties - televisieprogramma's
(De winnaars staan bovenaan in vet lettertype.)

### Dramaserie
(Outstanding Program Achievement in the Field of Drama)
- The Defenders
  - Bob Hope Presents the Chrysler Theatre
  - East Side/West Side
  - Mr. Novak
  - The Richard Boone Show

### Komische serie
(Outstanding Program Achievement in the Field of Comedy)
- The Dick Van Dyke Show
  - The Bill Dana Show
  - The Farmer's Daughter
  - McHale's Navy
  - That Was the Week That Was

## Winnaars en nominaties - acteurs

### Hoofdrollen

#### Mannelijke hoofdrol
(Outstanding Continued Performance by an Actor in a Series (Lead))
- Dick Van Dyke als Robert 'Rob' Petrie in The Dick Van Dyke Show
  - George C. Scott als Neil Brock in East Side/West Side
  - David Janssen als Richard Kimble in The Fugitive
  - Dean Jagger als Principal Albert Vane in Mr. Novak
  - Richard Boone als Judge in The Richard Boone Show

#### Vrouwelijke hoofdrol
(Outstanding Continued Performance by an Actress in a Series (Lead))
- Mary Tyler Moore als Laura Petrie in The Dick Van Dyke Show
  - Shirley Booth als Hazel Burke in Hazel
  - Irene Ryan als Daisy Moses in The Beverly Hillbillies
  - Inger Stevens als Katy Holstrum in The Farmer's Daughter
  - Patty Duke als Cathy Lane in The Patty Duke Show

### Bijrollen

#### Mannelijke bijrol
(Outstanding Performance in a Supporting Role by an Actor)
- Albert Paulsen als Lieutenant Volkoval in Bob Hope Presents the Chrysler Theatre
  - Conlan Carter als Doc in Combat!
  - Sorrell Booke als Julius Orloff in Dr. Kildare
  - Carl Lee als Lonnie Hill in The Nurses

#### Vrouwelijke bijrol
(Outstanding Performance in a Supporting Role by an Actress)
- Ruth White in Hallmark Hall of Fame
  - Martine Bartlett in Arrest and Trial
  - Anjanette Comer in Arrest and Trial
  - Rose Marie als Sally Rogers in The Dick Van Dyke Show
  - Claudia McNeil als Mrs. Hill in The Nurses